# Louis-Hippolyte La Fontaine
Pour les articles homonymes, voir Lafontaine.
Louis-Hippolyte La Fontaine, 1er baronnet La Fontaine de Montréal, né le 4 octobre 1807 à Boucherville et mort le 26 février 1864 à Montréal, est un juriste, homme politique et seigneur canadien-français.
Avocat et pamphlétaire, il est d'abord proche du Parti patriote et de Louis-Joseph Papineau. Opposé au recours aux armes, il rompt avec Papineau lors de la rébellion de 1837. Chef du Parti réformiste, il est premier ministre du Canada-Uni de 1842 à 1843, puis de 1848 à 1851. Âgé de seulement 34 ans au moment de sa première nomination, il est le plus jeune Canadien français à avoir occupé ce poste.
Figure majeure du régime de l'Union, Louis-Hippolyte La Fontaine est principalement connu pour être, avec Robert Baldwin, l'un des instigateurs du gouvernement responsable au Canada-Uni.

## Biographie

### Jeunesse et études
Louis-Hippolyte La Fontaine vient au monde dans un milieu modeste. Il est le troisième fils d'Antoine Ménard dit La Fontaine, un menuisier, et de Marie-Josephte Fontaine dit Bienvenue.
Après des études primaires, en 1820, Louis-Hippolyte La Fontaine entre au collège de Montréal pour faire son cours classique. Surnommé « la grosse tête » par ses camarades, il se fait remarquer par sa mémoire prodigieuse et sa grande capacité de travail. Énergique et compétitif, il brille dans ses performances au jeu de paume où, selon les témoignages de l'époque, « il ne connaissait pas de rival ». S'il brille à ce jeu, en revanche, son tempérament contestataire cadre mal avec les rigueurs imposées aux jeunes séminaristes. À la fin de son année de belles-lettres, il abandonne ses études.
En 1826, il entre comme clerc dans un bureau d'avocat, dirigé par un dénommé François Roy. Cette expérience lui permet de se familiariser avec les diverses formules, procédures et conventions ponctuant la vie de juriste, et seulement deux ans plus tard, en 1828, il devient officiellement avocat.

### Avocat

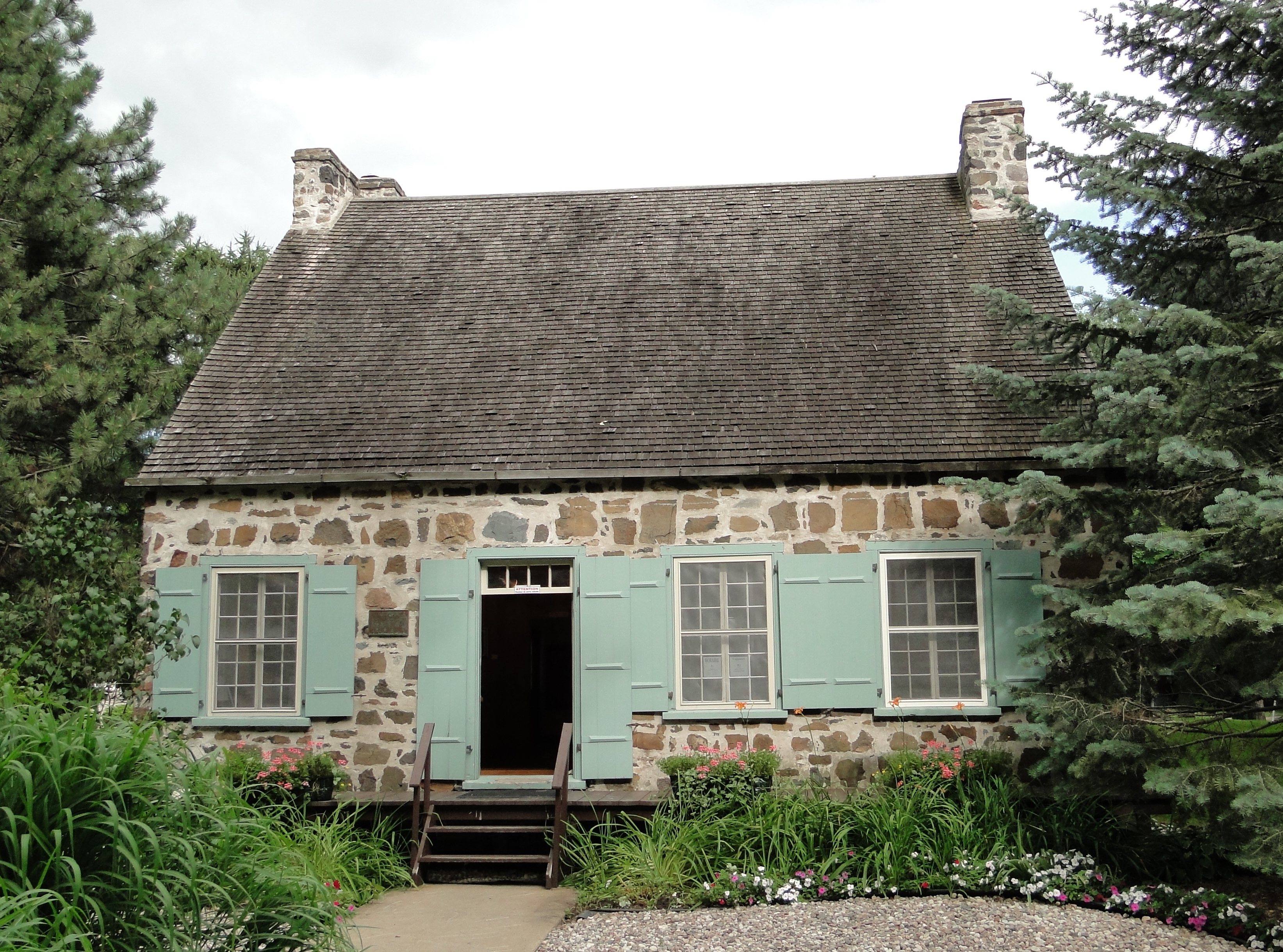
Maison où vit Louis-Hippolyte La Fontaine durant son enfance, à Boucherville.

Plaideur efficace, d'esprit logique et précis, Louis-Hippolyte La Fontaine se bâtit une réputation solide. Cette dernière attire l'attention de Joseph-Amable Berthelot. Originaire de Saint-Eustache, Joseph-Amable était le cousin d'Adèle Berthelot, fille d'Amable Berthelot, un riche avocat de la haute-ville de Québec et ancien député de Trois-Rivières,. Ce rapprochement avec les Berthelot sera très fructueux. Louis-Hippolyte La Fontaine s'associe avec Joseph-Amable Berthelot et épouse Adèle Berthelot le 9 juillet 1831.
À cette époque, bien que plusieurs membres de l'élite bas-canadienne aient reçu une formation en droit, plusieurs d'entre eux mènent en réalité des carrières hybrides. Si leur formation en droit leur confère une place privilégiée au sein de la société, ils n'agissent pas toujours à titre d'avocats, au sens strict. Par exemple, certains, comme Denis-Benjamin Viger et Ludger Duvernay, agissent plutôt à titre de journalistes ou de polémistes engagés dans les débats politiques. D'autres, comme George-Étienne Cartier et Frédéric-Auguste Quesnel, rompus à la finance, s'occupent à la fois de droit et d'affaires. D'autres encore, comme François-Xavier Garneau et Pierre-Joseph-Olivier Chauveau, fondamentalement préoccupés par l'édification d'une culture nationale, s'intéressent surtout à l'histoire et à la littérature, ainsi qu'à leur enseignement et à leur rayonnement.
Dans le cas de Louis-Hippolyte La Fontaine, le droit est plutôt une vocation sincère. Avec son sang-froid et son raisonnement mesuré, toujours appuyé sur des principes juridiques clairs, La Fontaine se voit tout naturellement attiré vers les domaines juridiques et institutionnels, et en particulier vers la politique.

### Député de Terrebonne
Sympathique aux idées de Louis-Joseph Papineau et du Parti patriote, Louis-Hippolyte La Fontaine commence à participer aux campagnes électorales du Bas-Canada. Aux élections d'octobre 1830, il se présente comme candidat et se fait élire député de Terrebonne à la Chambre d'assemblée du Bas-Canada.
Son entrée en politique coïncide avec celle d'un autre député : Augustin-Norbert Morin. De parcours similaire à celui de La Fontaine (issu d'un milieu modeste et formé en droit), avant son élection, Morin se faisait déjà connaître pour son travail de journaliste dans Le Canadien, puis dans La Minerve, qu'il avait fondé avant d'en céder la direction à son ami Ludger Duvernay. Tout au long de leurs carrières politiques, les deux hommes demeureront de proches collaborateurs.
Dès ses premières années au parlement, Louis-Hippolyte La Fontaine se positionne dans le camp des radicaux de son parti. L'un des défenseurs les plus enthousiastes des 92 résolutions de Papineau, il dénonce le mépris des autorités britanniques envers les lois et les institutions de 1791. Il s'en prend en particulier à ceux qui, parmi les Canadiens français, cautionnent ce non-respect en acceptant des postes offerts par les autorités britanniques.
À la veille des élections de 1834, il publie un pamphlet intitulé Les Girouettes, dans lequel il s'en prend aux frères Dominique et Charles Mondelet. Guidés par leur « intérêt particulier et une ambition coupable », ces députés réformistes modérés avaient trahi leurs principes, le premier en acceptant un poste au Conseil exécutif non élu et le second en rejetant publiquement les 92 résolutions. En 1837, La Fontaine publie un deuxième pamphlet, Notes sur l'inamovibilité des curés dans le Bas-Canada. Son pamphlet vise directement Mgr Jean-Jacques Lartigue, évêque de Montréal, à qui il reproche d'avoir abusé de son pouvoir en retirant des curés de leurs fonctions, sans que ceux-ci aient de recours pour en appeler de sa décision.

### Révoltes et suspension de la constitution
Tout au long des années 1830, les tensions montent au Bas-Canada. Bien qu'ils forment la majorité de la population, les Canadiens français demeurent exclus du contrôle de leurs propres institutions. Élue par la population, l'Assemblée du Bas-Canada ne jouit ni de la responsabilité ministérielle ni du contrôle de son propre budget. Le Conseil exécutif, ainsi que ses conseillers et ses chefs de services administratifs, demeure entièrement composé de membres choisis par la Couronne britannique, échappant au contrôle de l'Assemblée. En 1836, la situation commence à s'envenimer lorsque les élus de l'Assemblée décident de ne plus voter les subsides décidés par le Conseil exécutif.
Le 6 mars 1837, le secrétaire d'État britannique Lord Russell décide de répondre aux 92 résolutions de Papineau par la voix de ses 10 résolutions. Ignorant les changements réclamés par les patriotes, Londres décide de permettre au Conseil exécutif d'outrepasser le pouvoir de l'Assemblée et de piger dans le trésor public la somme totale des subsides refusés par les députés. Violant la souveraineté de l'Assemblée, cette décision déclenche une crise politique majeure.
Chez les patriotes, deux tendances se dessinent. La première, incarnée par Étienne Parent et René-Édouard Caron, est de rejeter le recours aux armes. Redoutant les conséquences d'un affrontement avec l'armée britannique (jugée à cette époque la plus puissante du monde) et les risques d'une défaite et d'une répression encore plus sévère par la suite, Parent et Caron continuent à espérer un règlement politique avec Londres. La seconde, incarnée par les plus radicaux comme Louis-Joseph Papineau, Augustin-Norbert Morin et Louis-Hippolyte La Fontaine, est de refuser d'obéir aux autorités britanniques et de maintenir l'attitude exprimée dans les 92 résolutions. Ainsi, à l'été 1837, des assemblées publiques s'organisent un peu partout. La Fontaine et les autres radicaux appellent au boycottage des produits anglais et encouragent la population à faire de même. Leur but est de maintenir la pression sur Londres afin que les Britanniques se rendent enfin à leurs vues.
En novembre 1837, les affrontements semblent inévitables. Dans un revirement étonnant, quatre jours avant la première bataille de la rébellion, Louis-Hippolyte La Fontaine décide de changer de position. Il rejette le recours aux armes et écrit au gouverneur Gosford pour lui demander de convoquer d'urgence le Parlement. Ce revirement sème la confusion chez les patriotes. Tout en ralliant quelques députés, La Fontaine croit qu'en convoquant les élus, l'Assemblée sera préservée et que les Canadiens français éviteront de subir le même sort que celui des Acadiens. Dans l'esprit de ce patriote, ce n'est « pas seulement la victoire ou la défaite d'un régime politique, mais tout le destin d'un peuple, d'une culture, d'une communauté nationale » qui se joue. Malgré sa demande, le gouverneur Gosford refuse de convoquer le Parlement. Des mandats d'arrestations sont lancés contre les têtes dirigeantes des patriotes. La Fontaine, Papineau et d'autres choisissent alors de s'exiler.
En décembre 1837, Louis-Hippolyte La Fontaine prend un bateau en direction de l'Angleterre. Son objectif est de plaider sa cause directement à Londres. Le 2 février 1838, il arrive dans la capitale anglaise – mais il est trop tard. Le 10 février 1838, le Parlement et la constitution du Bas-Canada sont suspendus. En Angleterre, il s'entretient fréquemment avec les parlementaires réformistes Edward Ellice et Joseph Hume. À la fin février, La Fontaine quitte Londres et se rend à Paris. Malade, cloué au lit et « incapable de se rendre en Italie comme il l'avait prévu à l'origine », il ne revient en Amérique qu'au mois de juin suivant. Il s'arrête alors à Saratoga, dans l'État de New York, le 11 juin, pour saluer un Louis-Joseph Papineau en exil, avant de regagner Montréal le 23 juin.
Le 4 novembre 1838, le lendemain du déclenchement de la seconde insurrection, Louis-Hippolyte La Fontaine est arrêté puis fait prisonnier. Il reste incarcéré durant plus six semaines, avec son associé Joseph-Amable Berthelot et son ami Augustin-Norbert Morin.

### Rapport Durham
Les rébellions de 1837-1838 mènent au remplacement du gouverneur Gosford par John George Lambton, mieux connu sous le nom de Lord Durham. Celui-ci est chargé par le premier ministre d'Angleterre Lord Melbourne de faire enquête sur les causes de la crise politique au Canada et de proposer des solutions. Du 29 mai au 9 octobre 1838, Lord Durham administre la colonie et mène son enquête. En février 1839, il remet son rapport. Il recommande au Parlement britannique de créer un nouveau régime politique, unissant le Bas-Canada et le Haut-Canada en une nouvelle entité, la province du Canada-Uni. Le but est d'assimiler les Canadiens français et d'en faire, une fois pour toutes, de loyaux sujets de Sa Majesté.
Le rapport Durham inspirera les structures et le fonctionnement de la nouvelle entité, tel que défini dans l'Acte d'Union de 1840.

### Création du Canada-Uni

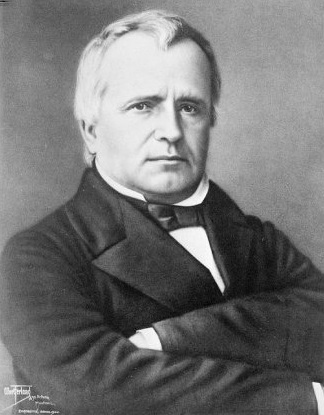
Portrait de Louis-Hippolyte La Fontaine.

Le Canada-Uni est créé le 23 juillet 1840. Dans ce nouveau régime, le Parlement est formé d'une Assemblée législative constituée de 84 députés, répartis également entre le Canada-Ouest (ancien Haut-Canada) et le Canada-Est (ancien Bas-Canada), et d'un Conseil législatif composé de membres nommés à vie.
Le pouvoir exécutif est exercé par un gouverneur et par un Conseil exécutif formé de députés. Le budget de la nouvelle province est le produit de l'actif et du passif du Haut et du Bas-Canada, forçant ainsi les habitants du Bas-Canada à assumer les lourdes dettes contractées par le Haut-Canada. Enfin, dans les institutions, seule la langue anglaise est reconnue comme langue officielle.

#### Le Canada-Uni selon La Fontaine
La Fontaine perçoit l'Acte d'Union comme un « acte d'injustice et de despotisme ». Refusant les analyses de Durham sur le besoin d'assimiler les Canadiens français, il juge toutefois que le rappel de cette union serait imprudent. Convaincu que la population partage le même désir d'une plus grande liberté politique, Louis-Hippolyte La Fontaine voit dans l'union des forces réformistes du Bas-Canada et du Haut-Canada le véhicule permettant d'obtenir ce que lui et les patriotes réclamaient depuis toujours : un gouvernement responsable.

#### Chef des réformistes
Malgré sa popularité et sa volonté de doter le Canada d'un gouvernement responsable, Louis-Hippolyte La Fontaine a beaucoup de difficulté à se faire élire. Perçu comme un ennemi de l'Empire par l'oligarchie anglo-protestante, à sa première élection en mars 1841, il est forcé à se retirer de la lutte dans Terrebonne et concède la victoire à son adversaire orangiste Michael McCulloch. Il lui faut attendre des mois avant d'être finalement élu, grâce au soutien du leader réformiste du Canada-Ouest Robert Baldwin, dans le comté de York, le 23 septembre 1841. Menant lui aussi le combat pour obtenir un gouvernement responsable, Baldwin devait de son côté affronter le Parti tory de William Henry Draper, appuyé par l'élite financière du Family Compact.
Malgré son jeune âge – il n'a alors que 32 ans –, Louis-Hippolyte La Fontaine tente de se servir de sa position pour ramener dans la sphère publique ses anciens alliés exilés et emprisonnés. Ainsi, ses amis Étienne Parent, Augustin-Norbert Morin et Ludger Duvernay finissent par se rallier à sa politique – en acceptant l'union, tout en dénonçant l'injustice de la mesure, mais en misant sur le gouvernement responsable. D'autres sympathisants, plus jeunes et n'ayant pas forcément participé aux insurrections de 1837-1838, suivent également dans ce sillon : George-Étienne Cartier, Joseph-Édouard Cauchon, Pierre-Joseph-Olivier Chauveau, Antoine Gérin-Lajoie et Hector-Louis Langevin. Tout en ayant leurs différentes personnalités, leurs préférences, leurs désaccords et leurs rivalités personnelles, tous ces joueurs finissent par se retrouver dans l'orbite de Louis-Hippolyte La Fontaine à titre d'hommes politiques, de journalistes, de juges ou de fonctionnaires.
Lors de son premier discours en chambre, le 13 septembre 1842, La Fontaine pose un geste historique en décidant de s'exprimer en français. Défiant ainsi l'article 41 de la Constitution, selon lequel l'anglais était la seule langue permise, La Fontaine affirme la place du français au sein des nouvelles institutions :
« Quand même la connaissance de la langue anglaise me serait aussi familière que celle de la langue française, je n'en ferais pas moins mon premier discours dans la langue de mes compatriotes canadiens-français, ne fûsse que pour protester solennellement contre cette cruelle injustice de cette partie de l'acte d'Union qui tend à proscrire la langue maternelle d'une moitié de la population du Canada. Je le dois à mes compatriotes, je me le dois à moi-même ».
Rapidement, La Fontaine devient un homme incontournable pour faire tenir le nouveau régime de l'Union.

### Premier ministre du Canada-Uni -1ermandat (1842-1843)
En 1842, la conjoncture politique sourit à La Fontaine. Le nouveau gouverneur, sir Charles Bagot, fait appel au jeune chef des réformistes afin de faire tenir le gouvernement. Après deux semaines de négociations difficiles, le 19 septembre 1842, Louis-Hippolyte La Fontaine est désigné procureur général et premier ministre du Canada-Uni. Avec lui entrent au gouvernement ses amis Robert Baldwin (à titre de vice-premier ministre), Augustin-Norbert Morin (à titre de commissaire aux terres) et l'avocat Thomas Aylwin. Il fait également nommer ses amis Étienne Parent greffier du Conseil exécutif et René-Édouard Caron président du Conseil législatif.
En moins d'un an, La Fontaine abat une quantité considérable d'ouvrage. Il fait amender les mesures du régime Sydenham (qui avaient le plus mécontenté les Canadiens français) ainsi que la loi électorale pour établir un bureau de scrutin dans chaque paroisse et ainsi diminuer la violence durant les élections. Afin d'accroître l'influence de ses compatriotes canadiens-français, il effectue une refonte de la carte électorale du Bas-Canada, particulièrement dans les faubourgs de Montréal et de Québec. Il fait également transférer la capitale de Kingston à Montréal, et entame des démarches pour amnistier les condamnés de 1837–1838 et faire rétablir l'usage officiel de la langue française dans les actes de la législature et des tribunaux. Enfin, en juillet 1843, il réussit également à faire abandonner les procédures judiciaires qui pesaient contre Papineau.
En dehors de la sphère politique, le 28 décembre 1842, il devient seigneur en acquérant l'arrière-fief La Gauchetière, dans la seigneurie de l'Île-de-Montréal, conjointement avec Joseph Bourret et Pierre Beaubien,.
En mars 1843, Charles Metcalfe succède à Charles Bagot comme gouverneur. Metcalfe, contrairement à Bagot, ne comprenait pas le gouvernement responsable à la manière de La Fontaine. Refusant de suivre les directives du Conseil exécutif et de son chef, la situation se transforme en crise politique. Incapables de collaborer avec ce gouverneur, La Fontaine et tous ses ministres (sauf le secrétaire provincial Dominick Daly) démissionnent en novembre 1843.

### Retour dans l'opposition (1843-1848)
Revenu dans l'opposition, La Fontaine connaît alors sa traversée du désert. Ses adversaires, les Denis-Benjamin (Viger et Papineau) deviennent les deux représentants des Canadiens français dans les gouvernements tories de William Draper et Henry Sherwood. Bien qu'ils n'aient pas l'appui des réformistes du Bas-Canada, ils préconisent une collaboration de surface avec le Haut-Canada et recourent au principe de double majorité. Ce principe, en résumé, signifie que pour qu'une loi soit adoptée, celle-ci doit être appuyée en même temps par une majorité d'élus du Bas-Canada et par une majorité du Haut-Canada. Ce principe favorise donc une alliance du parti majoritaire dans le Bas-Canada avec le parti majoritaire dans le Haut-Canada, quel qu'il soit. Cependant, cette alliance demeure fragile; elle ne peut tenir qu'aussi longtemps que les deux partis y trouvent satisfaction.
De son côté, La Fontaine s'oppose à ce principe. Même si la responsabilité ministérielle pouvait s'exercer théoriquement sans solidarité entre membres d'un gouvernement, selon le chef des réformistes, le gouverneur Metcalfe n'accepterait jamais de s'engager à suivre les directives du Conseil exécutif. De plus, La Fontaine savait également que ni le premier ministre de la Grande-Bretagne, sir Robert Peel, ni le ministre des Colonies, lord Stanley, n'acceptaient d'accorder la responsabilité ministérielle au Canada sans y être contraint. Pour ces raisons, dans chacun de ses discours de 1843 à 1848, Louis-Hippolyte La Fontaine défend le principe de la responsabilité ministérielle comme une condition essentielle à la survivance du peuple canadien-français.
Également, pour garantir que les droits des Canadiens français soient protégés par les institutions, les porte-paroles de la majorité devaient contrôler le Conseil exécutif du gouvernement. Pour y parvenir, il fallait reprendre le pouvoir. La meilleure façon de le faire, pour La Fontaine, était que les Candiens français fassent front commun en temps d'élections. C'est donc par ses discours qu'il incite les Canadiens français à voter en bloc afin d'assurer leur survie. À la surprise de La Fontaine, malgré son passé anticlérical, c'est auprès du clergé qu'il trouvera les meilleurs alliés dans ce combat, notamment Mgr Ignace Bourget.
Dans l'opposition, La Fontaine connaît également plusieurs difficultés dans sa vie privée. Souffrant de nombreux problèmes de santé, il doit fréquemment s'absenter de l'Assemblée. Il doit également faire face à une perte douloureuse, celle de sa fille adoptive de 13 ans, en novembre 1844.
En 1847, le gouverneur Lord Elgin, qui respecte le principe de la responsabilité ministérielle, tente de former un nouveau ministère réformiste. Au lieu de penser à La Fontaine, le gouverneur approche Pierre-Joseph-Olivier Chauveau. Ce geste attise alors la rivalité entre le groupe de réformistes de Québec (composé d'Étienne Parent, P.-J.-O. Chauveau et Joseph-Édouard Cauchon) et le groupe de réformistes de Montréal (composé de Augustin-Norbert Morin, George-Étienne Cartier et Louis-Hippolyte La Fontaine).
Finalement, à la suite d'une élection particulièrement mouvementée touchant à la question linguistique, porté par une vague populaire, La Fontaine revient au pouvoir. Assermenté le 11 mars 1848, le nouveau gouvernement La Fontaine est considéré comme le premier gouvernemement responsable du Canada-Uni,.

### Premier ministre du Canada-Uni -2emandat (1848-1851)
Revenu au pouvoir, Louis-Hippolyte La Fontaine s'attèle à la tâche de présenter une loi visant à indemniser ceux qui ont subi des pertes durant les rébellions de 1837-1838. Ce projet de loi, qui aux yeux de La Fontaine visait à dissiper les tensions au Bas-Canada, provoque de très fortes réactions chez ses adversaires tories. Ceux-ci, venant de perdre le pouvoir, se font le relai des commerçants anglo-protestants de Montréal, eux-mêmes éprouvés par une dure crise économique. Piqués au vif, lorsque la loi est finalement sanctionnée le 25 avril 1849, une bande d'émeutiers s'en prennent à l'édifice du Parlement à Montréal et l'incendient. Ils se rendent aussi le lendemain chez La Fontaine pour saccager sa maison, puis incendient en même temps ses écuries.
Malgré ces revers, La Fontaine poursuit son action politique. Grâce à son réseau de connaissances et d'organisateurs, il reprend en main le patronage permettant aux Canadiens français de développer leur économie par eux-mêmes. Tout en embrassant plusieurs aspects du libéralisme (méritocratie, liberté d'expression), La Fontaine lutte avant tout pour la reconnaissance d'une nationalité distincte. Plutôt que d'être centré sur l'individu - « sujet de droit » sans attaches -, le libéralisme réformiste est centré sur la communauté nationale. Pour La Fontaine, le gouvernement responsable (qu'il obtient en 1848) ne tient pas de l'idéal abstrait, mais de la réalité concrète. C'est pourquoi il cherche à ce que les Canadiens français soient impliqués de manière permanente dans les institutions « libérales » proposées par Lord Durham, en particulier dans les plus hautes sphères de la politique.
C'est ainsi que Louis-Hippolyte La Fontaine obtient la responsabilité gouvernementale en 1848. Dorénavant, le vrai pouvoir appartient au Conseil exécutif, et les membres du Conseil législatif sont nommés en accord avec le chef du Conseil exécutif.
La Fontaine et son gouvernement procèdent également à des réformes de la loi électorale en 1849 et 1850, en élargissant les critères pour permettre à davantage de gens de voter. Il réussit également à faire abroger l'interdiction du français au parlement ainsi qu'à réaliser une première réforme du système de l'éducation,. Toutefois, La Fontaine doit aussi faire face à des échecs. Il ne réussit pas à obtenir la représentation proportionnelle des élus Canadiens français, qui aurait fait passer leur nombre de 42 à 75 députés au sein du parlement,.
Fatigué, malade et défait, Louis-Hippolyte La Fontaine démissionne le 26 septembre 1851.

### Fin de vie

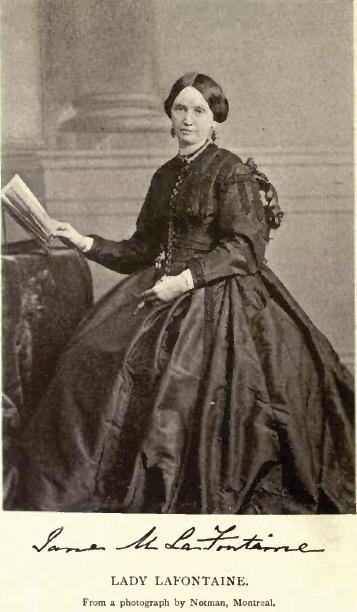
Julie-Élisabeth-Geneviève, seconde épouse de La Fontaine, photographiée par William Notman.

Sorti de la vie publique à l'âge de 44 ans seulement, Louis-Hippolyte La Fontaine retourne à la pratique du droit avec son ancien associé Joseph-Amable Berthelot. Le 13 août 1853, il est nommé juge à la Cour seigneuriale (tribunal qu'il avait lui-même restructuré en 1849), puis juge en chef de la Cour d'appel. Toutefois, la maladie continue à le faire souffrir, le forçant encore à s'absenter.
En 1854, il est anobli par la reine Victoria, qui lui confère le titre de baronnet La Fontaine de Montréal et ce, de façon héréditaire. À partir de ce moment, il est désigné par l'adresse « sir » et son épouse, par celle de « lady ».
Puis, la tragédie le frappe à nouveau. Son épouse Adèle meurt le 27 mai 1859, à l'âge de 46 ans, des suites d'une longue maladie. La Fontaine se remarie avec Julie Élizabeth Geneviève (Jane) Morrison, âgée de 39 ans, veuve d'un officier britannique et mère de trois filles âgées de 10, 8 et 6 ans. Elle lui donnera un fils, également prénommé Louis-Hippolyte, le 11 juillet 1862.
Toutefois, la santé de La Fontaine se dégrade rapidement. Le 25 février 1864, il est frappé d'apoplexie. Il est transporté d'urgence chez lui. On lui administre les derniers sacrements, puis il meurt durant la nuit. Son deuxième fils naîtra le 15 juillet suivant, mais ira le rejoindre dans la tombe l'année suivante, en 1865. Le garçon aîné, Louis-Hippolyte, meurt à son tour, en 1867. La veuve La Fontaine vivra jusqu'en 1905.

## Postérité
La postérité de Louis-Hippolyte La Fontaine est complexe. Pour la plupart des leaders Canadiens français de la deuxième moitié du XIXe siècle (tels que George-Étienne Cartier, Étienne-Paschal Taché et Hector-Louis Langevin), Louis-Hippolyte La Fontaine représentait une forme de modèle de modération et de persévérance en politique. Auprès des nationalistes canadiens-français du début du XXe siècle (dont Lionel Groulx), Louis-Hippolyte La Fontaine jouit aussi d'une réputation très positive. Son attitude modérée, toujours à la recherche de compromis avec le reste du Canada, et son souci de préserver la nation lui donnent une image de « sauveur » des Canadiens français.
Pour d'autres, l'héritage de La Fontaine est bien moins reluisant. Dans son Histoire du Canada, l'historien François-Xavier Garneau reproche à La Fontaine et aux autres jeunes élus de 1830 d'avoir provoqué, par leurs idées excessives, la révolution avortée de 1837. Un point de vue similaire se retrouve également dans une certaine historiographie de la deuxième moitié du XXe siècle. Par exemple, l'historien Michel Brunet jugeait La Fontaine comme une sorte d'opportuniste, ayant maintenu les Canadiens français dans le mythe de la vocation agricole et dans des structures ayant favorisé l'avancement de sa carrière mais aggravé l'asujetissement de la nation. Pour le sociologue Stéphane Kelly, La Fontaine et les autres Réformistes étaient plus ou moins des traîtres de la cause républicaine au Bas-Canada, ayant renié leurs convictions pour devenir des « Canadiens français de service » de l'Empire britannique, condamnant les leurs à une situation d'infériorité tout en s'enrichissant.
Pour d'autres, comme l'historien Éric Bédard, Louis-Hippolyte La Fontaine était plutôt un homme politique réaliste, conscient des limites de la situation des Canadiens français. Il aurait accepté de prêter foi au nouveau régime, non par cupidité, mais par pragmatisme et par lucidité. De son action, deux leçons importantes pourraient être tirées : 
1. Pour faire face aux défis du présent, les Canadiens français doivent s'unir et former un bloc, s'exprimer d'une seule voix. C'est pourquoi Louis-Hippolyte La Fontaine a cherché à fédérer dans son parti les meilleurs représentants des intérêts nationaux des Canadiens français.
2. Pour que la nation canadienne-française puisse grandir et se développer, elle doit s'appuyer sur le progrès économique. C'est pourquoi, à cette époque où le Québec était essentiellement une société rurale, La Fontaine et les Réformistes ont misé sur le développement de l'agriculture, sans pour autant négliger le développement industriel[41].

## Généalogie

Registres de l'état civil du Québec.
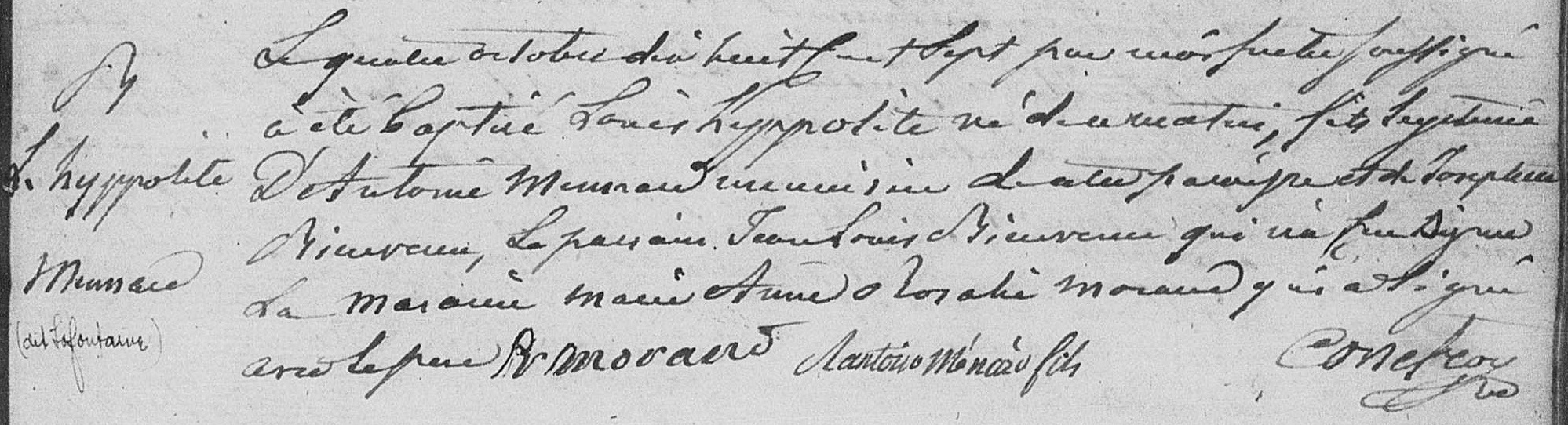
Acte de baptême de Louis Hyppolite Meunard dit Lafontaine. 4 octobre 1807. Paroisse Sainte-Famille-de-Boucherville de la ville de Boucherville.
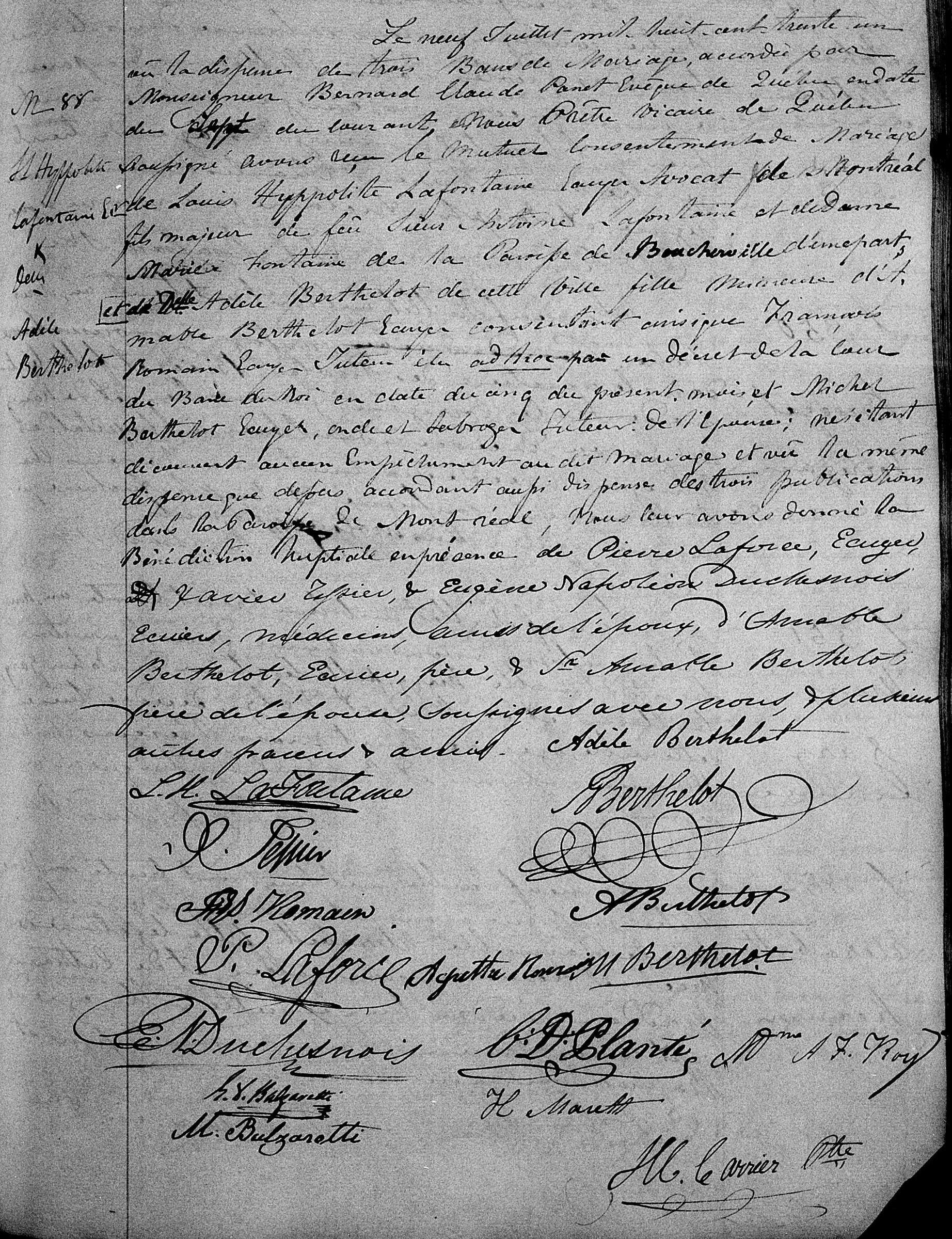
Acte de mariage entre Louis Hyppolite Lafontaine et Adèle Berthelot. 9 juillet 1831. Paroisse Notre-Dame-de-Québec de la ville de Québec.
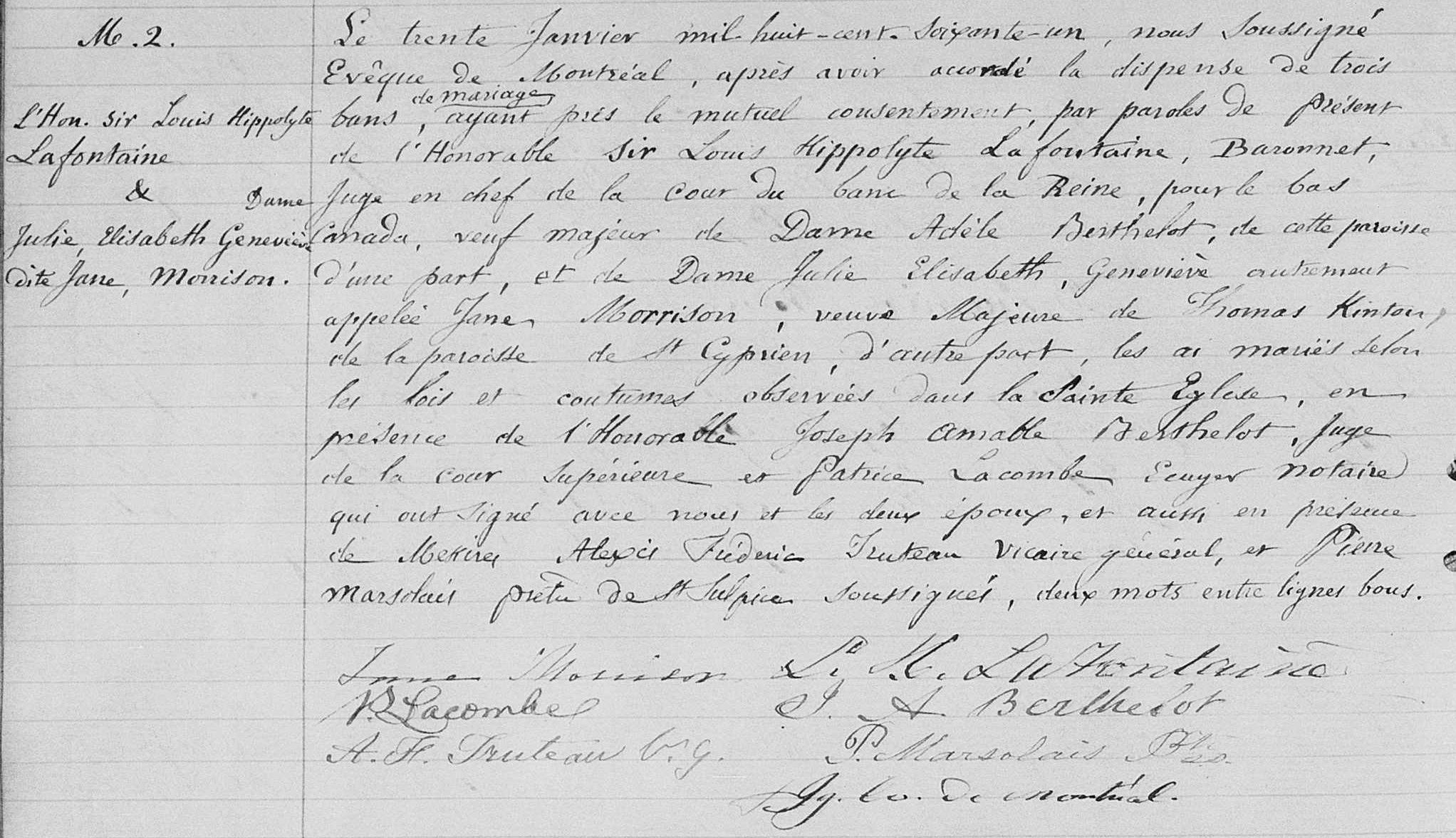
Acte de mariage entre Louis Hippolyte Lafontaine et Julie Elisabeth Geneviève dite Jane Morrison. 30 janvier 1861. Paroisse Notre-Dame-de-Grâce de la ville de Montréal.
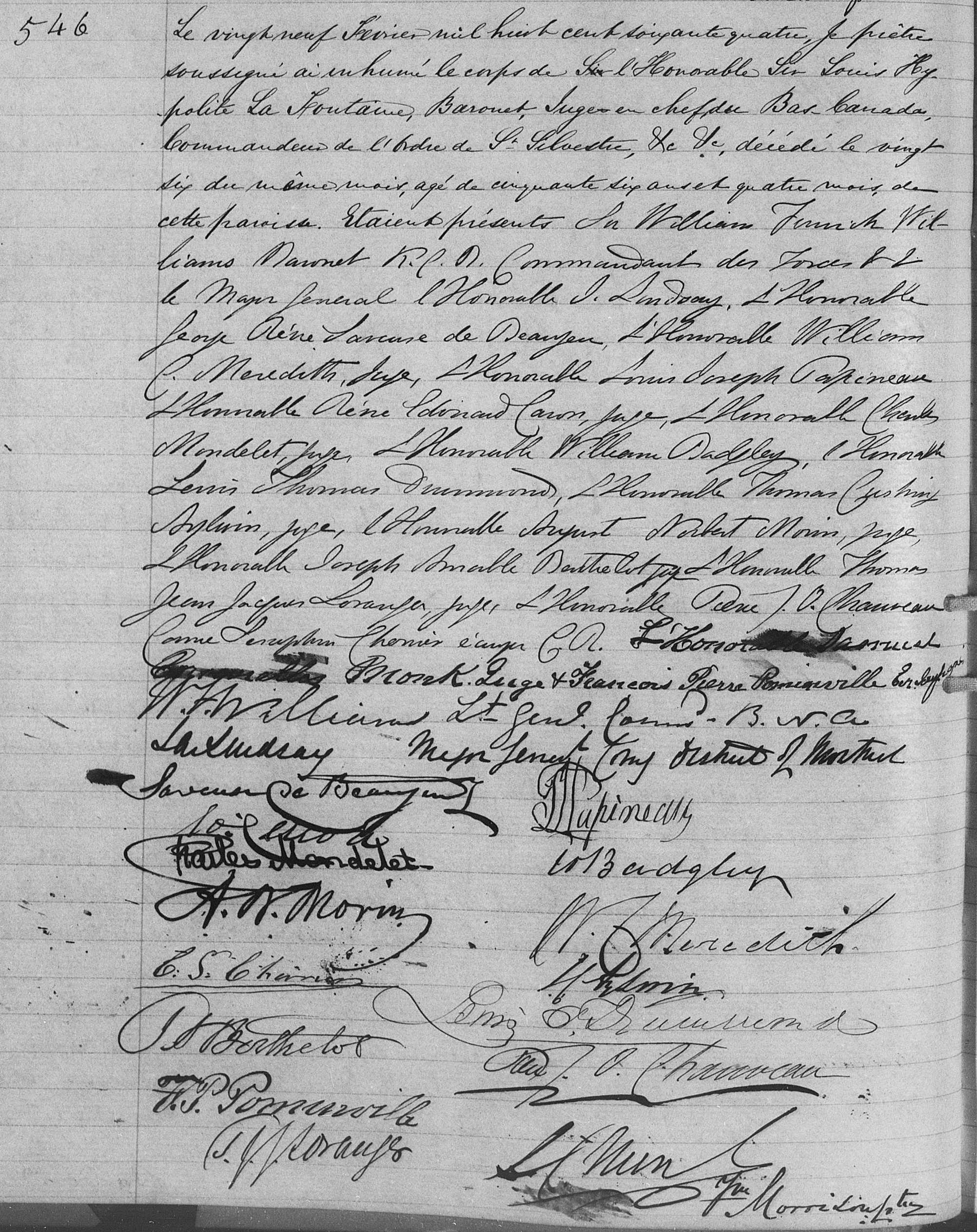
Acte de sépulture de Louis Hypolite La Fontaine. 29 février 1864. Paroisse Notre-Dame de la ville de Montréal.

Tombe de Louis-Hippolyte La Fontaine au cimetière Notre-Dame-des-Neiges, à Montréal.
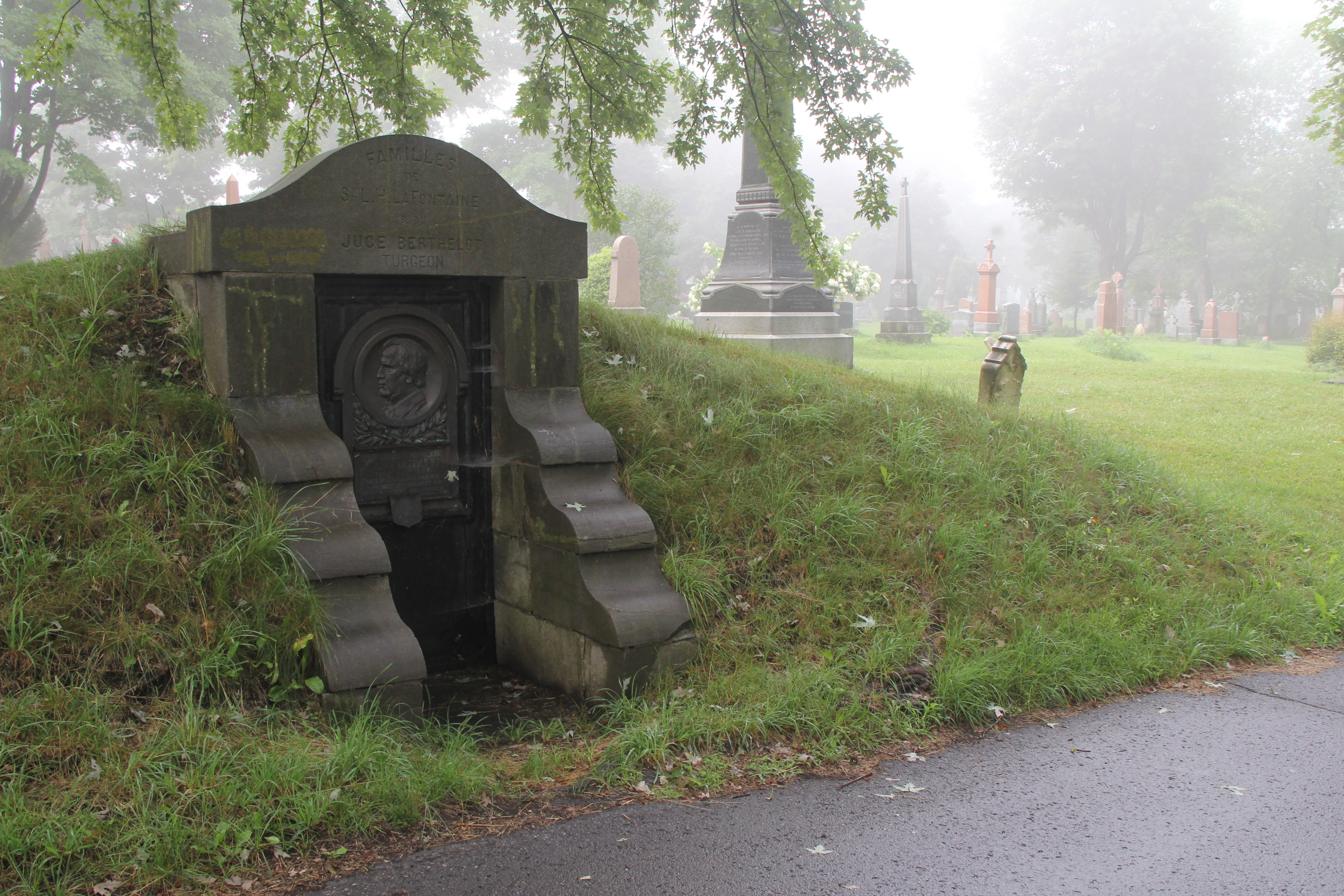
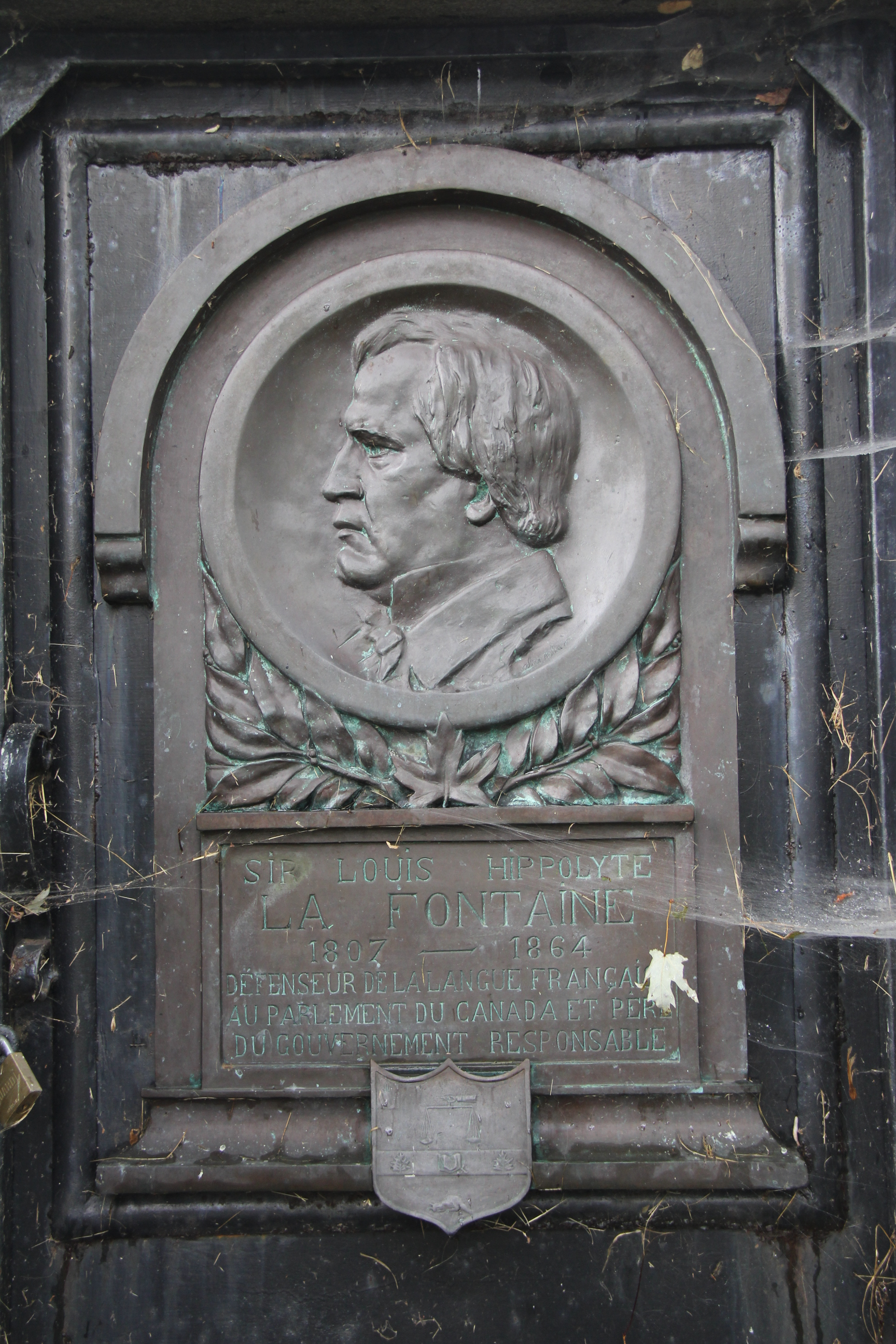

## Honneurs

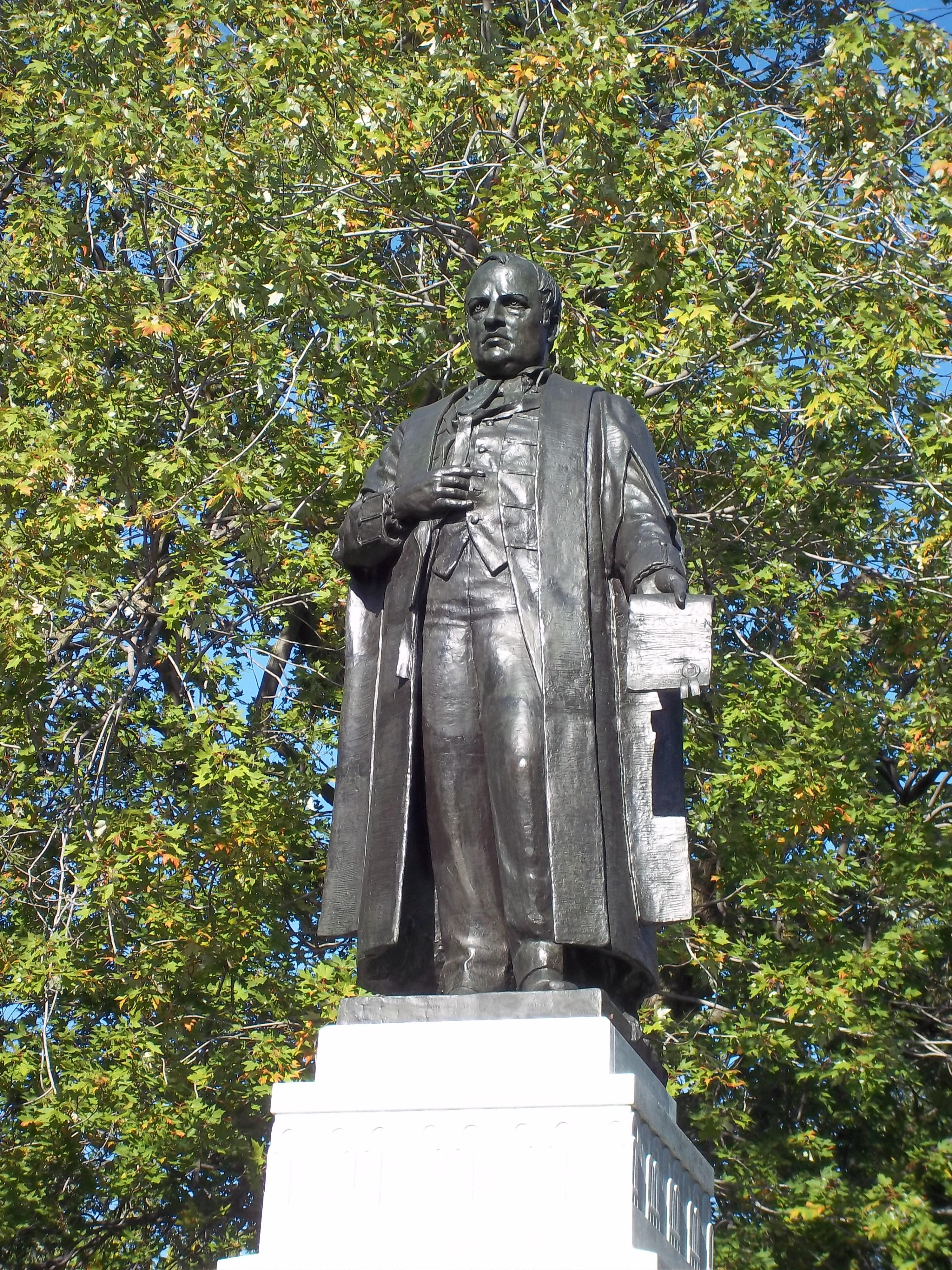
Monument au parc La Fontaine.

- Monument au parc La Fontaine.Le parc La Fontaine. À l'été de 1930 — il y avait cent ans cette année-là que La Fontaine avait été élu pour la première fois député à l'Assemblée de Québec — on a élevé dans ce parc, un monument public, qui le représente dans un bronze sur base de granit.
- Le pont-tunnel Louis-Hippolyte-La Fontaine, le boulevard Louis-Hippolyte-Lafontaine, l'avenue du Parc-La Fontaine et l'école Louis-Hippolyte-Lafontaine sont également nommés en son honneur.
- L'ancienne ville de Lafontaine, maintenant l'un des quatre secteurs de la ville de Saint-Jérôme dans les Laurentides.
- La Maison dite Louis-Hippolyte-La Fontaine, située au 314 boulevard Marie-Victorin à Boucherville, est un musée du patrimoine de Boucherville.
- Le monument Louis-Hippolyte La Fontaine présent à Québec à la place de l'Assemblée-Nationale depuis 2003. Le précédent monument datant de 1921 était situé à la façade de l'hôtel du Parlement. À la suite d'un important réaménagement de la façade et de l'échec d'un premier projet de monument, la statue a été transportée en 1982 à Boucherville, ville natale de La Fontaine. Afin de perpétuer le souvenir de Louis-Hippolyte-La Fontaine dans la région qui l'a vu naître, une copie de l'œuvre a été offerte par la Commission de la capitale nationale du Québec à la Ville de Longueuil. Elle a été installée à l'été 2003 dans le parc De La Broquerie, à proximité de la maison de l'illustre chef réformiste du XIXe siècle.

## Ouvrages
- Les deux girouettes, ou l'hypocrisie démasquée, Montréal, 1834 (en ligne)
- Notes sur l'inamovibilité des curés dans le Bas-Canada, Montréal, 1837
- Analyse de l'ordonnance du Conseil spécial sur les bureaux d'hypothèques [...], Montréal, 1842
- De l'esclavage en Canada, Montréal, 1859[Note 8] (en ligne)
- De la famille des Lauson. Vice-rois et lieutenants généraux des rois de France en Amérique, 1859 (en ligne)
- Adresse aux électeurs du comté de Terrebonne, 1840 (en ligne)